# FK Gigant Belene
FK Gigant Belene (Bulgaars: ФК Гигант Белене) is een Bulgaarse voetbalclub uit de stad Belene, opgericht in 1947.
De club speelde van 1962-1966 en van 1977-1979 in de tweede klasse. 